# Rostker mot Goldberg
Rostker mot Goldberg, 453 U.S. 57 (1981), var ett beslut i USA:s högsta domstol som gav utslaget att det inte stred mot USA:s konstitution att bara låta männen registrera sig till Selective Service System. 
Den 2 juli 1980 rekommenderade USA:s president Jimmy Carter att Selective Service System var tänkt att omfatta även kvinnor. Men efter diskussioner beslutade ändå USA:s kongress att bara omfatta män. Flera män, inklusive Robert L. Goldberg, menade att detta var okonstitutionellt. Försvararen av systemet var Bernard D. Rostker, chef för Selective Service System.
Med röstsiffrorna 6-3 beslutade domstolen att beslutet skulle stå sig. 
Anledningen till att kvinnor undantogs var att systemet användes för förberedelse av trupper för strid, men att kvinnor ändå var undantagna från strid.